# Iglesia de San Lorenzo (San Lorenzo de Tarapacá)
La Iglesia de San Lorenzo es un templo católico ubicado en la localidad de San Lorenzo de Tarapacá, comuna de Huara, Región de Tarapacá, Chile. Fue declarada monumento nacional de Chile, en la categoría de monumento histórico, mediante el Decreto Supremo n.º 5058, del 6 de julio de 1951.
La iglesia debe su nombre al santo patrón del pueblo, Lorenzo de Roma.

## Historia

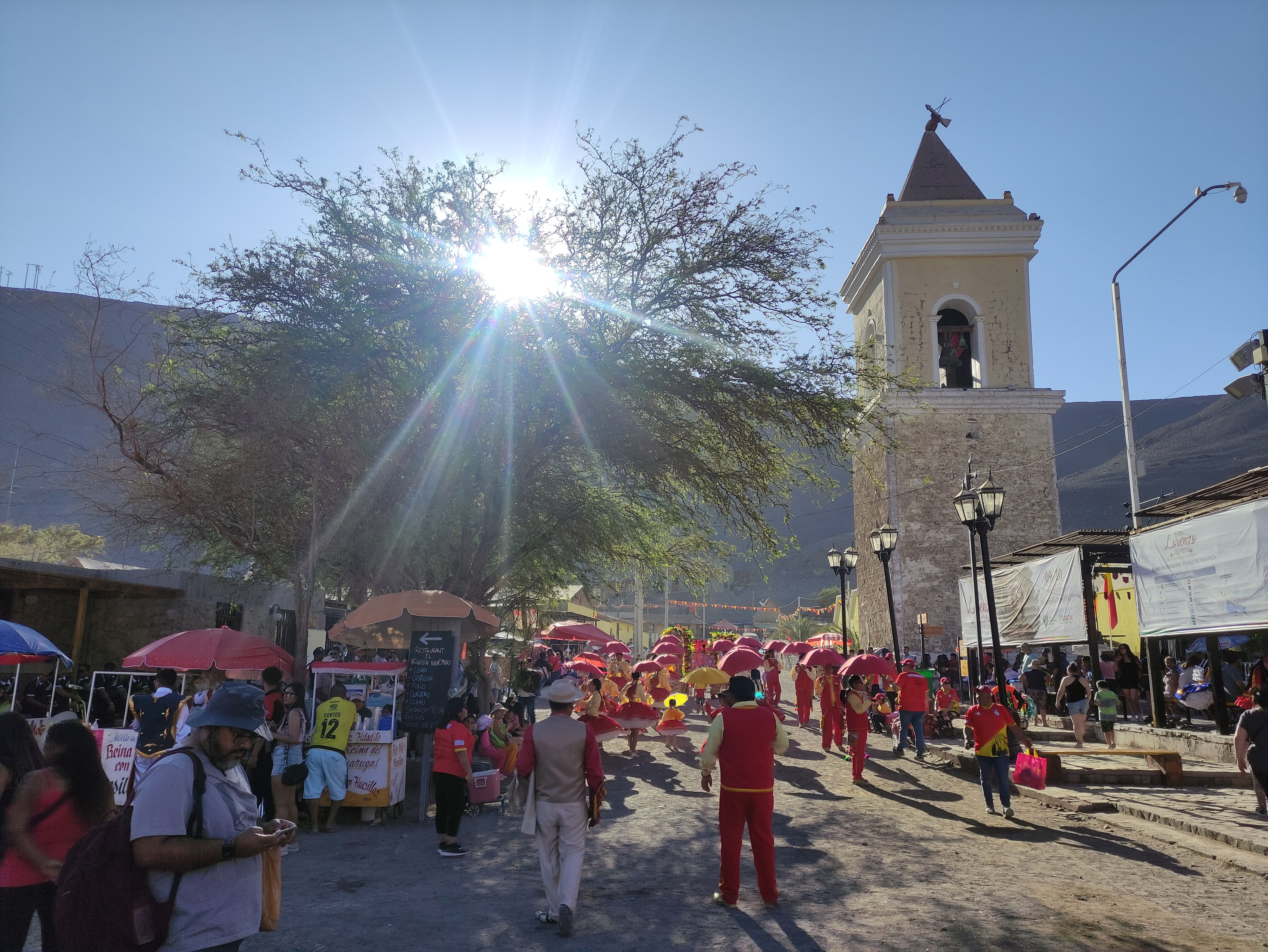
La iglesia durante la Festividad de San Lorenzo, en 2023

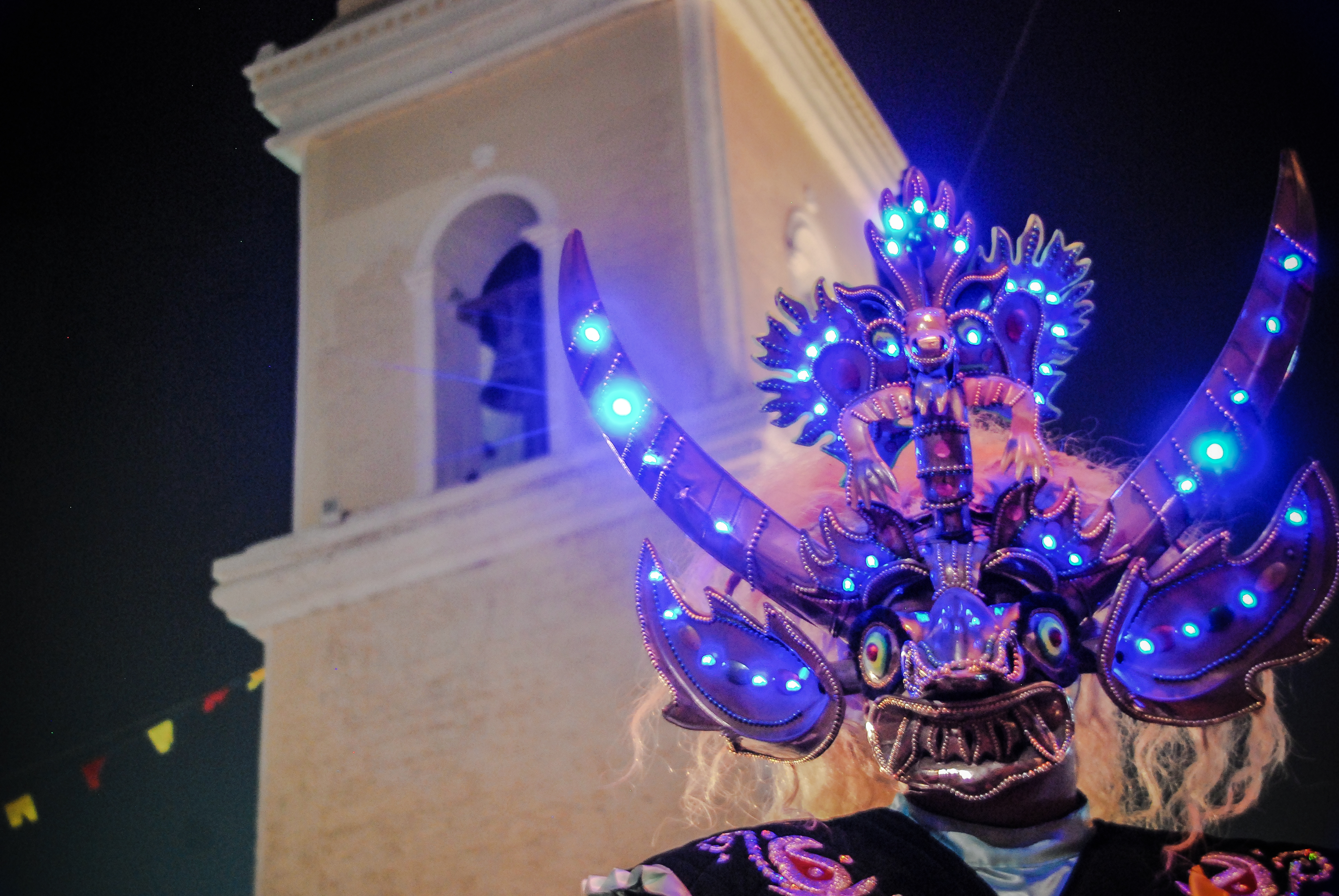
La iglesia durante la Festividad de San Lorenzo en 2011

Su construcción data de 1720, luego de que descubrieran en la zona importantes yacimientos de plata. La iglesia tenía una nave de forma rectangular y dos sacristías, lo que es la clásica disposición en forma de cruz.
La nave principal fue derrumbada por un sismo, y solo uno de los muros quedó en pie. Este muro fue aprovechado para la construcción de la iglesia a un costado de la original. En el año 1760 se reconstruyó la nave original, por lo que quedó una iglesia de dos naves, con una pared central a la que se le abrieron dos arcos.
En el siglo xx la iglesia sufrió diversos siniestros, de los que se puede destacar el incendio de 1955, y los terremotos de 1976 y 1987 que afectaron la estructura de la construcción. Entre 1988 y 2003 se realizaron diversos trabajos de restauración.

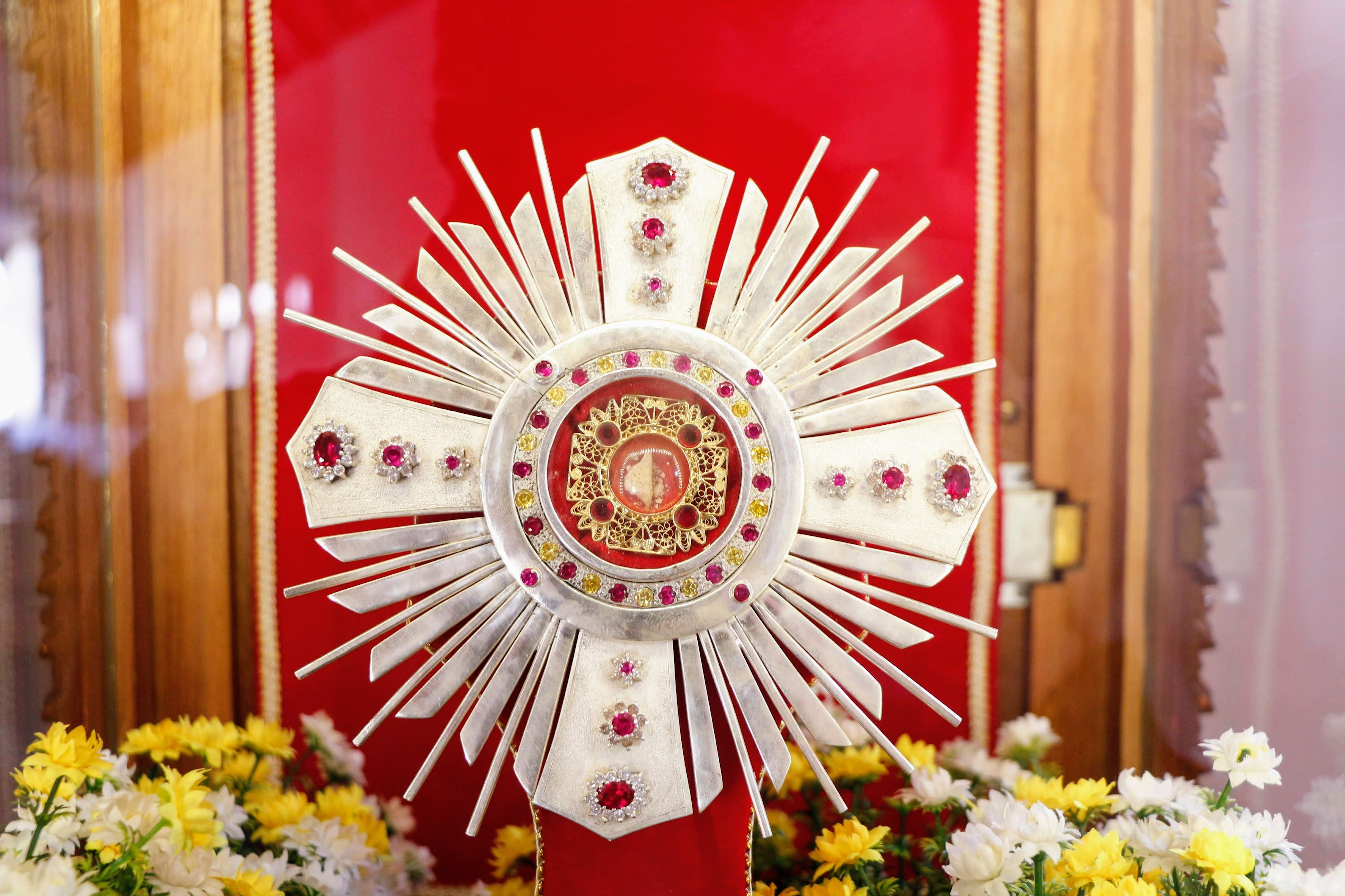
Reliquia de San Lorenzo

En 1990, con la presencia del cardenal Juan Francisco Fresno, se celebraron los 300 años de la creación de la parroquia y se planteó la necesidad de contar con alguna reliquia cristiana del santo patrón. A fines de 1995, el matrimonio conformado por Andrés Echeverría Maldonado y Juana Peralta Creus viajaron a la ciudad española de Huesca con los documentos para la obtención de la reliquia, firmados por el párroco del pueblo, Juan Van Kessel, y por el presidente de la Festividad de San Lorenzo, Fermín Méndez Esteban. Los enviados entregaron además una carta del obispo de Iquique, Enrique Troncoso, reforzando la petición. Allí el matrimonio fue recibido por el obispo de Huesca, Javier Oses Flamarique, junto con el Consejo Pastoral Parroquial de la Basílica, quienes entregaron en una misa organizada para tal fin, un supuesto trozo del hueso parietal del santo patrono. Esta es la primera reliquia de dicho mártir de la cristianidad que se entrega para un país de América Latina. Desde entonces, el último domingo de abril de cada año se realiza la Festividad de la Reliquia de San Lorenzo, en la cual participan cientos de devotos.
El terremoto de 2005 generó un colapso generalizado del templo, por lo que se debieron realizar diversas obras de reconstrucción que se inauguraron en 2007.

## Descripción
La iglesia presenta una atípica disposición, ya que cuenta con dos naves principales, dos puertas y dos altares. Cuenta con muros de adobe y madera en el exterior. La techumbre es de mojinete a tres aguas con cubierta de cañas y una capa de tierra con paja.
|                        |
| Detalle del campanario |

|          |
| Interior |

|                    |
| Uno de los altares |

|                     |
| Otro de los altares |

|                              |
| Una de las puertas de acceso |

|                     |
| Vitral del interior |

|                      |
| Detalle del interior |